# Contea di Kildare
Kildare (Contae Cill Dara in gaelico irlandese), che prende nome dall'omonima cittadina, è una contea della Repubblica d'Irlanda, nella provincia del Leinster. Confina, da sud in senso orario, con Carlow, Laois, Meath, Offaly, la vecchia contea di Dublino e Wicklow.
Viene inserita in quell'area che viene chiamata Greater Dublin Area.
Sebbene Kildare sia il centro più rinomato, importante e antico, la county town è Naas.

## Toponomastica
Il nome della contea deriva da quello della cittadina più importante storicamente, Kildare, che in gaelico irlandese si chiama Cill Dara. Storicamente era Cell Dara, che significa niente più che "Chiesa del querceto".

## Araldica civica
Lo stemma della contea di Kildare è un scudo bianco con decusse rossa. Questo stemma, ripreso anche in passato per simboleggiare l'Irlanda intera (cosiddetta croce di San Patrizio), era in realtà il simbolo araldico della famiglia dominante dopo l'invasione normanna dell'area, i Fitzgerald.
Ogni spazio bianco è decorato con un elemento tipico della contea e in particolare in senso orario dall'alto: una croce di Santa Brigida, santa cattolica originaria della contea; una testa di cavallo a simboleggiare la forte tradizione nell'allevamento equino; un ramo di quercia per richiamare il nome gaelico della contea; un'arpa che richiama i Fianna.
Nello stemma ufficiale è presente anche un motto in gaelico, Meanma agus Misneach, che significa "Spirito e Coraggio".
|                                                                |                                                           |
| La bandiera sportiva e culturale di Kildare, totalmente bianca | L'antico stemma dei Fitzgerald, che ha ispirato l'attuale |

## Topografia

### Orografia e geologia

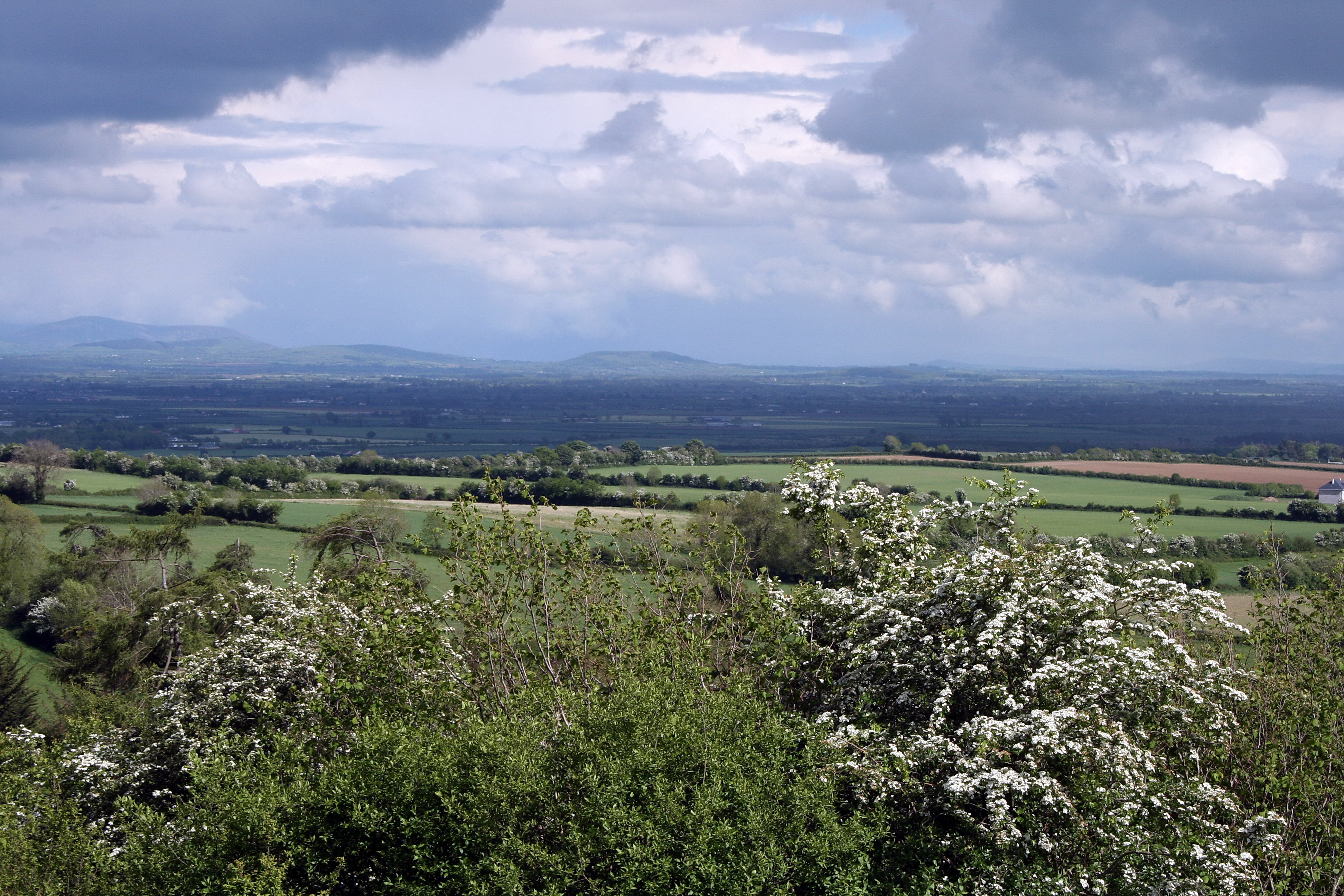
Scorcio delle pianure e delle zone collinari di Kildare

La maggior parte di Kildare fa parte della grande pianura centrale irlandese. A est della contea, invece, sono presenti le propaggini relativamente basse dei Monti Wicklow; al centro, invece, la pianura è interrotta da massiccio piatto più elevato che termina nel sud con le colline di Dunmurry, e nel col Colle di Allen, che si innalza bruscamente dalla palude di Allen.
Gran parte della contea è formata da tipico calcare grigio del Carbonifero, ben visibile nella terra piatta vicino a Clane. Gli scalini naturali presenti al Salmon Falls di Leixlip sono formati da strati rocciosi molto simili. Lungo il sud-est il terreno interrotto da strati del Siluriano formano la regione altopianeggiante, che s'innalza dalla catena dei monti del Leinster. Il nucleo di granito degli ultimi, col suo margine di mica-sciste prodotta dal metamorfismo dei letti siluriani, appare nel sud vicino a Castledermot. Una catena parallela di rocce siluriane, che include anche interessanti strati di lava basaltica, sorge dalla pianura a nord di Kildare Town, e si mostra nelle caratteristiche colline chiamate Colle di Allen e Chair of Kildare: queste alture sono anche bordate da vecchia arenaria rossa. Il calcare di queste catene è ricco di fossili, e sono stati comparati a quelli di Portrane vicino a Dublino. Le zone pianeggianti sono diversificate da masse rocciose o di ghiaia di origine dell'era glaciale, specialmente all'altopiano sabbioso di Curragh; ma in parte trattengono sufficiente umidità per dare luogo ad ampie paludi o brughiere.

### Idrografia

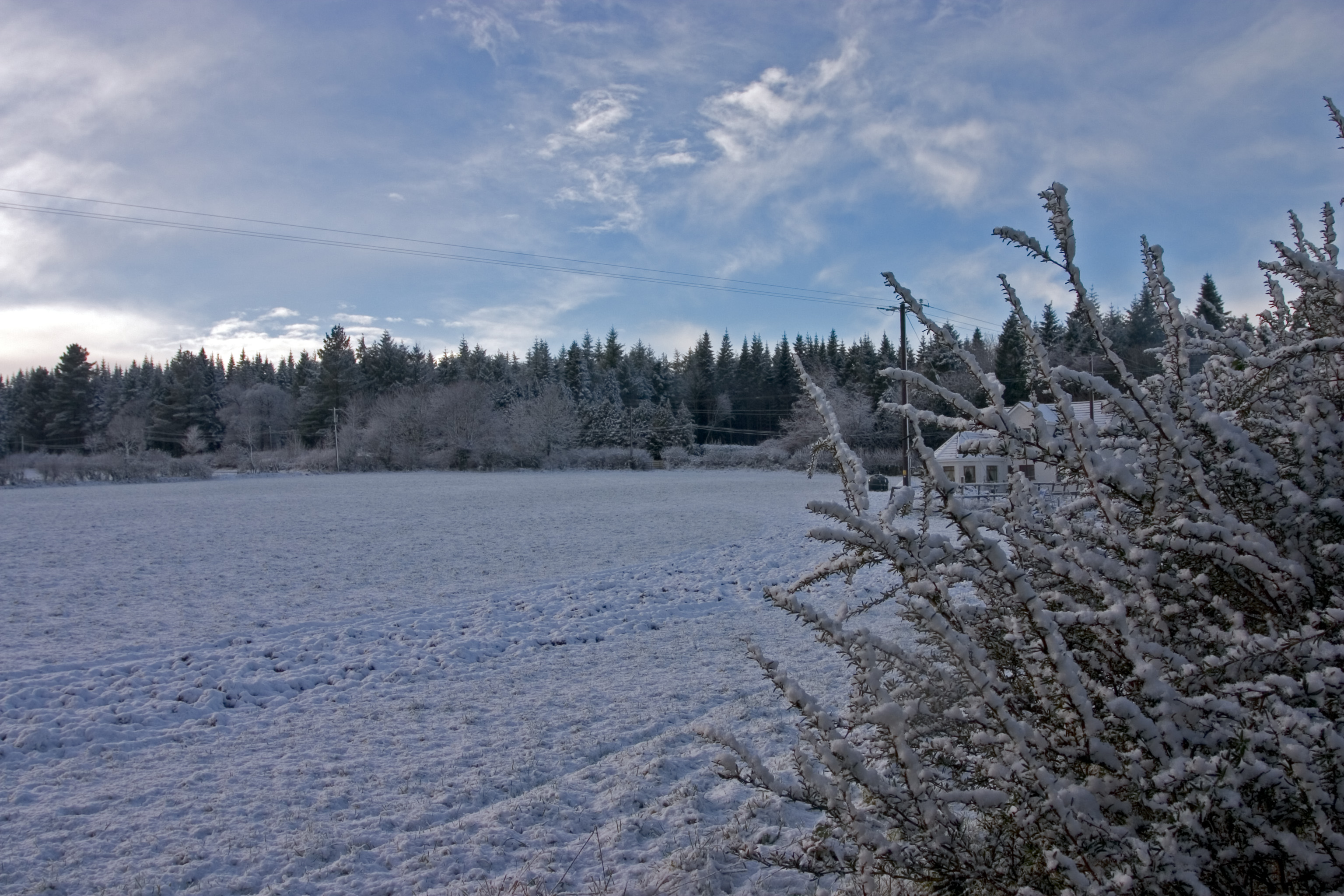
Una rara nevicata nella contea

I principali fiumi della contea sono il Boyne, che col suo affluente Blackwater nasce nella zona settentrionale, ma passa quasi immediatamente nel Meath; il Barrow, che forma il confine con il Laois e riceve le acque del Greese e del Lane subito dopo essere entrato in Kildare; il Barrow Minore (Lesser Barrow), che scorre nelle zone meridionali dalla palude di Allen fino a vicino Kildare; e infine il Liffey, che entra nella contea vicino a Ballymore Eustace e, scorrendo verso nord-ovest prima e nord-est poi, la lascia a Leixlip dopo aver ricevuto gli affluenti Morrel tra Cellbridge e Clane, e Ryewater a Leixlip.
Non ci sono laghi di dimensioni considerevoli.

### Clima
Il clima nelle parti paludose e nel nord è veramente umido, comportando nebbie frequenti alimentate da continue piogge. La porzione orientale, invece, è più secca e soprattutto nella valle del Liffey il clima è più mite.

## Storia

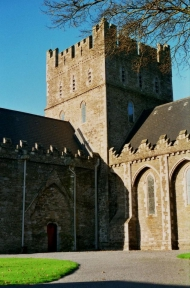
Cattedrale di Kildare

Secondo una storia contenuta nel Libro di Leinster (Book of Leinster) il nome originale di Kildare anticamente era Druim Criaidh (Drumcree), che rimase vivo nel parlato fino al tempo di Santa Brigida d'Irlanda. Con la venuta della santa, venerata ancor oggi nella contea e in tutta l'Irlanda, il nome divenne Cell Dara ("la chiesa del querceto") da una vecchia quercia all'ombra della quale Brigida costruì la sua cella monastica e dove oggi è situata la Cattedrale di Kildare. Per alcuni secoli la terra rimase sotto il governo del clan dei Macmurroughs, Re del Leinster.
Ma con la caduta dell'antico regno, passò in mano normanna e fu riconosciuta e istituita come contea da Enrico II d'Inghilterra. Dalla divisione del Palatinato di Leinster alla morte di Strongbow, Kildare andò a Sibilla, quarta dei cinque nipoti, la quale sposò William de Ferrars, conte di Derby. Successivamente passò al loro erede, William de Vescy, che quando duellò con John Fitz Thomas, barone di Offaly, per averlo accusato di tradimento, salpò per la Francia. Le sue terre entrarono nei possedimenti di Fitz Thomas, che nel 1316 fu nominato conte di Kildare e l'anno successivo riconosciuto sceriffo. Questo incarico per la famiglia durò fino al nono conte, John Fitz Gerald, durante il regno di Enrico VIII. Kildare fu un regno libero di Dublino fino al 1296, quando un atto la istituì come contea separata.

## Politica
Kildare è una delle 29 contee amministrative della Repubblica d'Irlanda, ed è amministrata dal Kildare County Council con sede nella county town Naas e formato da 25 membri. I counciliors sono eletti in sei aree elettorali:
- Athy
- Celbridge
- Clane
- Kildare
- Leixlip
- Naas

## Economia

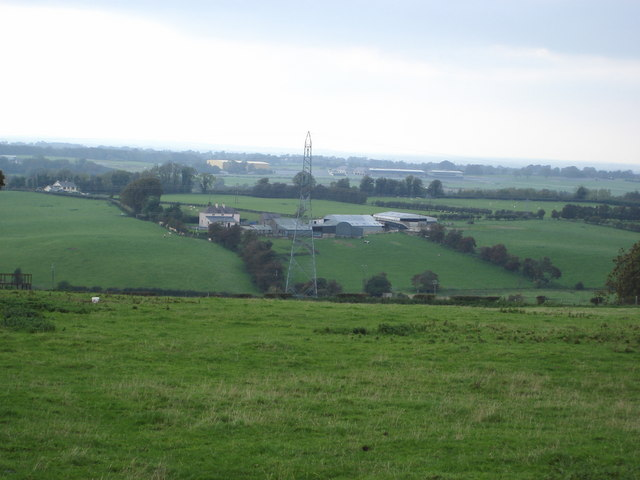
Zone agricole della contea

La Contea di Kildare è conosciuta come il centro dell'industria animale: con più di 100 fattorie per stalloni nella contea, Kildare ha un seguito internazionale tra gli appassionati di equitazione. Il settore occupa attualmente 5 500 persone. L'agricoltura è principalmente divisa tra i cereali e l'allevamento: Avonmore ha un importante impianto per lavorare il latte e i prodotti a base di cereali.
Un altro settore più moderno e centrale nella contea è quello dell'informatica. La Intel Ireland Ltd produce i suoi microprocessori nei suoi stabilimenti di Leixlip con 4 000 impiegati come forza lavoro. Hewlett-Packard produce le sue cartucce d'inchiostro nella contea e dà lavoro a 2 000 persone. Altre compagnie internazionali che si sono stabilite a Kildare sono i Laboratori Oral-B e Telemecanique.
Buono il turismo.

## Infrastrutture e trasporti

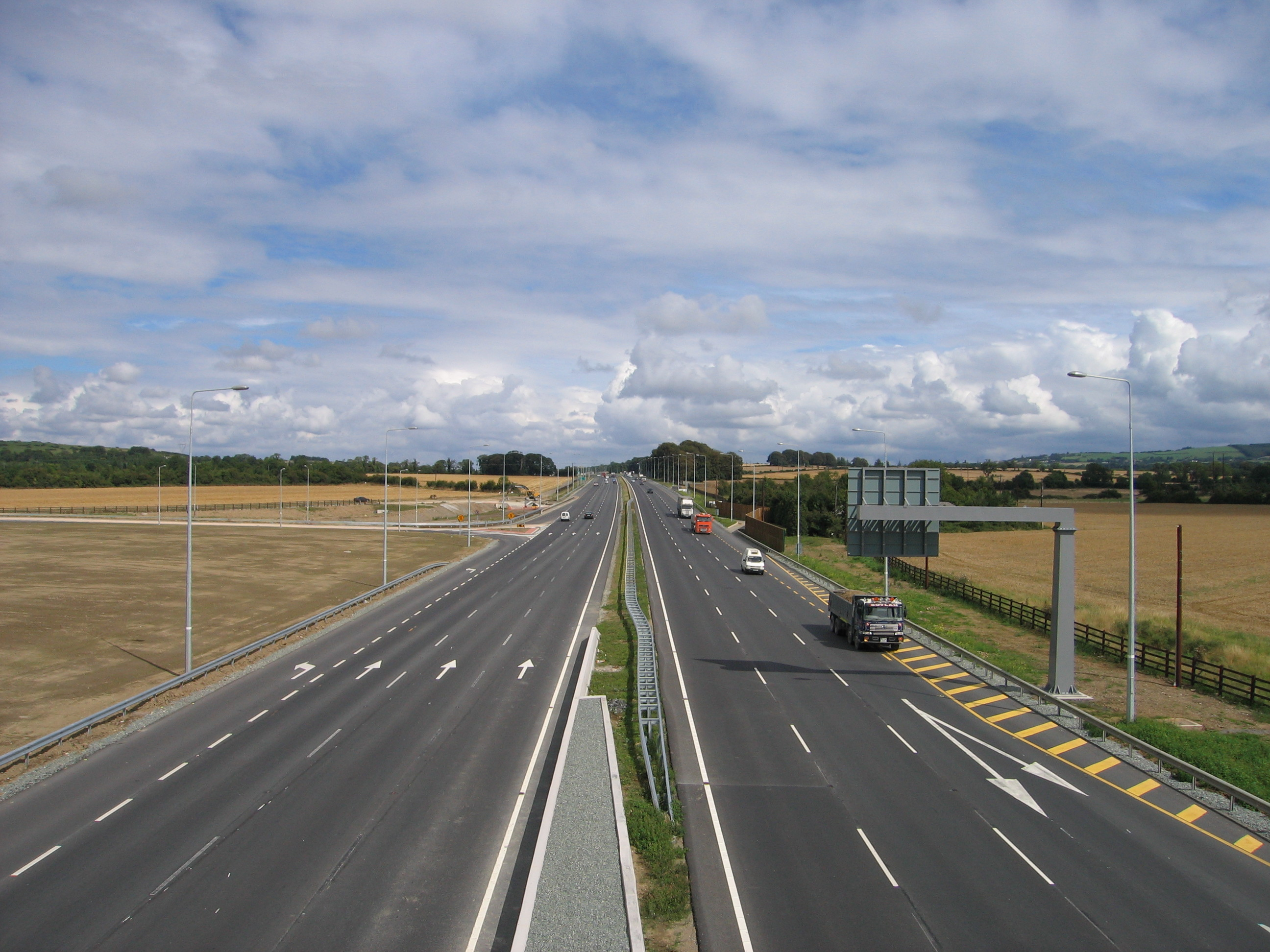
Il tratto Naas Dual-carriageway della N7

Nella Contea di Kildare c'è lo snodo principale delle strade irlandesi.
La N4 da Dublino a Sligo passa attraverso le zone settentrionali passando accanto ai centri principali come Leixlip, Celbridge, Maynooth e Kilcock.
La N7(M7) da Dublino a Limerick passa attraverso il territorio centrale e passa accanto ai centri di Naas, Newbridge, Kildare e Monasterevin. La strada è comunemente chiamata Naas Dual-carriageway ("Naas Doppia-carreggiata") perché quando fu originariamente migliorata alla fine degli anni 1960, la strada da Dublino a Naas era a doppia corsia e carreggiata, una delle prime di quel tipo in Irlanda.
La N9(M9) è un'altra strada nazionale primaria che inizia a Kilcullen e finisce a Waterford, nel sud della nazione. I primi pochi chilometri sono di autostrada (motorway), ma è un semplice svincolo per evitare il centro di Kilcullen: subito dopo diventa una semplice strada a una corsia e passa all'interno dei centri di Timolin, Moone e Castledermot, per poi lasciare la contea ed entrare in quella di Carlow.
La contea è attraversata anche dalla linea ferroviaria che collega Dublino a Cork. La stazione principale è a Kildare, ma ci sono altre linee di scambio chiamate Arrow che giungono a Dublino a Newbridge, Sallins e Hazelhatch.

## Località principali

### Centri maggiori
- Naas, la county town
- Kildare, il centro più importante
- Celbridge
- Leixlip
- Maynooth, Monastervin
- Newbridge

### Centri minori

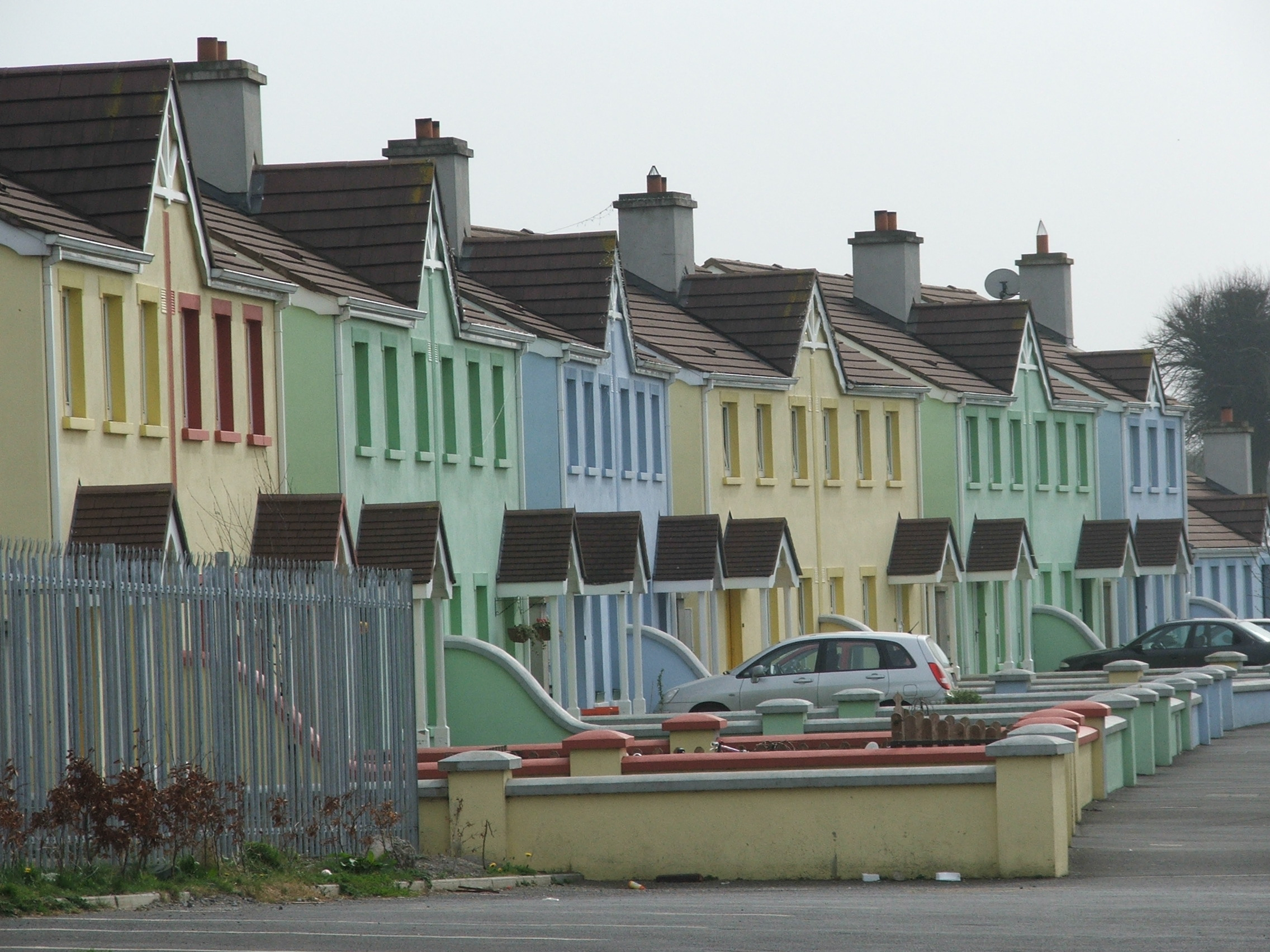
Scorcio di Athy

- Allen, Allenwood, Ardclough, Athy
- Ballymore Eustace, Ballynadrumny
- Caragh, Carbury, Castledermot, Clane
- Eadestown
- Kilcock, Kilcullen, Kildangan, Kill, Kilmead, Kilteel
- Lullymore
- Nurney
- Prosperous
- Rathangan
- Sallins, Straffan, Suncroft

### Luoghi d'interesse
- Palude di Allen
- Liffey
- Curragh